# Флейоск
Флейо́ск (фр. Flayosc) — коммуна на юго-востоке Франции в регионе Прованс — Альпы — Лазурный берег, департамент Вар, округ Драгиньян, кантон Флейоск.
Площадь коммуны — 45,95 км², население — 4289 человек (2006) с тенденцией к росту: 4366 человек (2012), плотность населения — 95,0 чел/км².

## Население
Население коммуны в 2011 году составляло — 4393 человека, а в 2012 году — 4366 человек.
| 1962 | 1968 | 1975 | 1982 | 1990 | 1999 | 2006 | 2007 | 2011 | 2012 |
| ---- | ---- | ---- | ---- | ---- | ---- | ---- | ---- | ---- | ---- |
| 1312 | 1454 | 1867 | 2384 | 3233 | 3924 | 4289 | 4341 | 4393 | 4366 |

Динамика населения:

## Экономика
В 2010 году из 2739 человек трудоспособного возраста (от 15 до 64 лет) 1970 были экономически активными, 769 — неактивными (показатель активности 71,9 %, в 1999 году — 68,0 %). Из 1970 активных трудоспособных жителей работали 1964 человека (906 мужчин и 788 женщин), 276 числились безработными (110 мужчин и 166 женщин). Среди 769 трудоспособных неактивных граждан 205 были учениками либо студентами, 336 — пенсионерами, а ещё 228 — были неактивны в силу других причин.
На протяжении 2010 года в коммуне числилось 2085 облагаемых налогом домохозяйств, в которых проживало 4762,5 человека. При этом медиана доходов составила 20 тысяч 671 евро на одного налогоплательщика.

## Достопримечательности (фотогалерея)

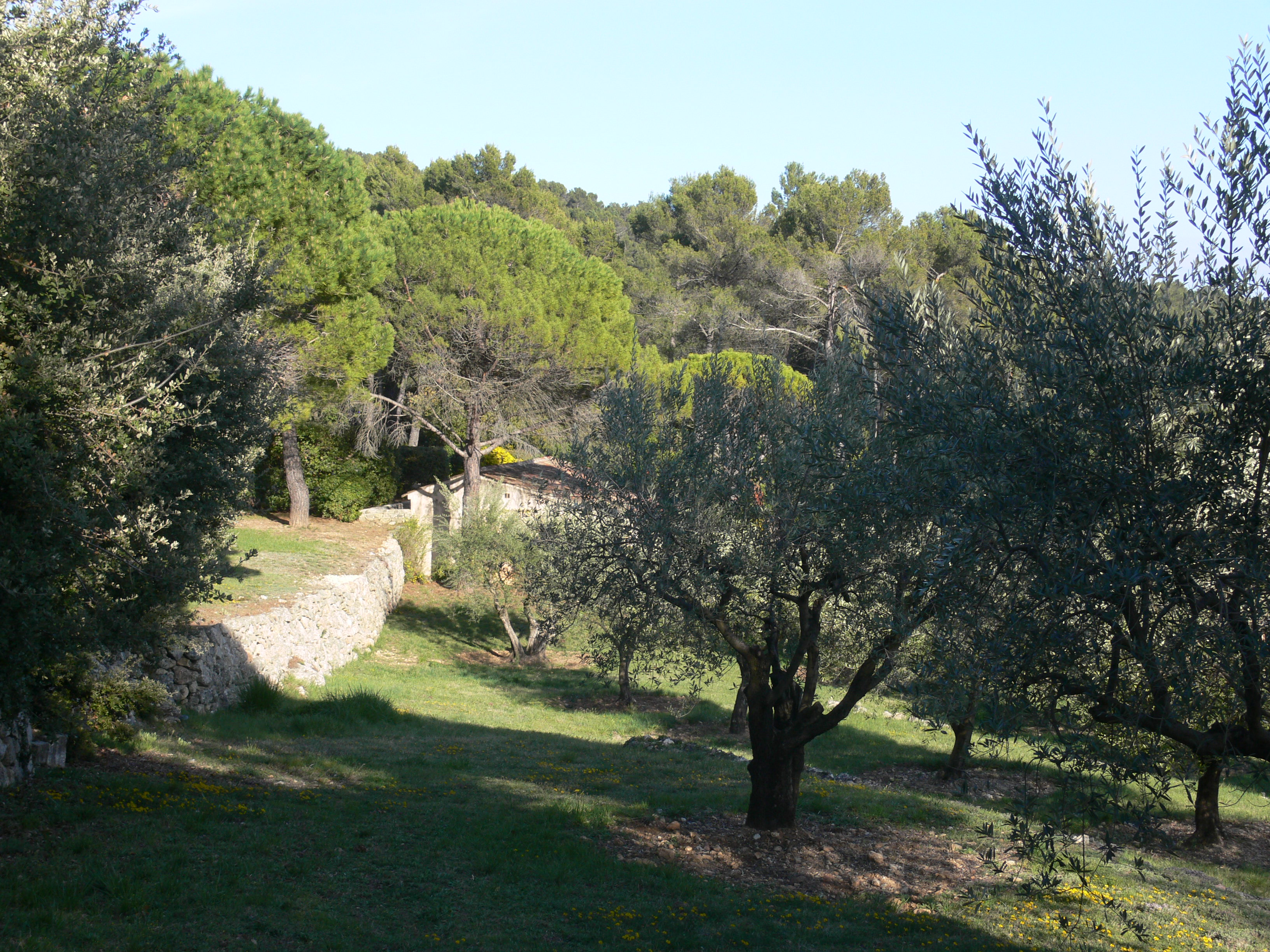
Область Трейлес